# Babes in Toyland (film uit 1934)
Babes in Toyland is een muzikale kerstfilm uit 1934 van Laurel en Hardy. De film werd geproduceerd door Hal Roach en geregisseerd door Gus Meins en Charles Rogers. In 1952 is de film opnieuw uitgebracht onder de titel March of the Wooden Soldiers. Het verhaal is gebaseerd op de operette Babes in Toyland (1903) van Victor Herbert.
De film wijkt af van de gebruikelijke films van Laurel en Hardy, omdat ze geen leidende personages speelden maar een ondersteunende rol vervulden.

## Verhaal
Stannie Dum (Stan Laurel) en Ollie Dee (Oliver Hardy) zijn twee domme, maar goedhartige speelgoedmakers die samen met de familie Peep, bestaande uit Moeder Peep en haar dochter Bo Peep, in een oude schoen in Toyland wonen. Bo Peep is verliefd op Tom-Tom, wat de gemene Silas Barnaby niet op prijs stelt. Hij dreigt het gezin op straat te gooien als ze niet met hem trouwt. Het is aan Stannie en Ollie om te proberen Barnaby te stoppen.

## Rolverdeling
| Acteur           | Personage             |
| ---------------- | --------------------- |
| Stan Laurel      | Stanley "Stannie" Dum |
| Oliver Hardy     | Oliver "Ollie" Dee    |
| Charlotte Henry  | Bo-Peep               |
| Felix Knight     | Tom-Tom Piper         |
| Florence Roberts | Weduwe Peep           |
| Henry Kleinbach  | Silas Barnaby         |